# Guy Lefranc
Guy Lefranc, all'anagrafe Guy André Lefranc (Parigi, 21 ottobre 1919 – Saint-Germain-en-Laye, 1º febbraio 1994) è stato un regista francese.

## Filmografia

### Cinema
- Knock ovvero il trionfo della medicina (Knock) (1951)
- Gioventù incompresa (Une histoire d'amour) (1951)
- L'uomo della mia vita (L'homme de ma vie) (1952)
- La sconfitta dello scapolo (Elle et moi) (1952)
- Capitaine Pantoufle (1953)
- Le Fil à la patte (1954)
- 0/1327 dipartimento criminale (Chantage) (1955)
- La Bande à papa (1956)
- Fernand cow-boy (1956)
- La ironía del dinero, co-regia di Edgar Neville (1957)
- La notte degli sciacalli (La moucharde) (1958)
- Suivez-moi jeune homme (1958)
- Sventole, manette... e femmine (Cause toujours, mon lapin) (1961)
- Conduite à gauche (1962)
- Lasciate sparare chi ci sa fare (Laissez tirer les tireurs) (1964)
- Les malabars sont au parfum (1966)
- Il commissario non perdona (Sale temps pour les mouches) (1966)
- Salut Berthe! (1968)
- Che casino, ragazzi! (Béru et ces dames) (1968)
- L'Auvergnat et l'autobus (1969)
- Questo pazzo, pazzo maresciallo scassamazzo (Et qu'ça saute!) (1970)

### Televisione
- Leclerc enquéte (L'inspecteur Leclerc enquête) – serie TV, episodi 1x26 (1962)
- 1... 2... 3... Rideau! – serie TV (1965)
- L'Implantation – film TV (1974)
- Le secret des dieux – miniserie TV, 6 episodi (1975)
- Marie-Antoinette – miniserie TV, 4 episodi (1975-1976)
- La Filière – miniserie TV, 8 episodi (1978)
- Il commissario Moulin (Commissaire Moulin) – serie TV, episodi 1x13 (1978)
- Désiré Lafarge – serie TV (1979)
- L'Enterrement de Monsieur Bouvet – film TV (1980)
- Dickie-roi – miniserie TV, 6 episodi (1981)
- Julien Fontanes, magistrato (Julien Fontanes, magistrat) – serie TV, 6 episodi (1980-1989)